# MobaHo!
 (octobre 2012).
Si vous disposez d'ouvrages ou d'articles de référence ou si vous connaissez des sites web de qualité traitant du thème abordé ici, merci de compléter l'article en donnant les références utiles à sa vérifiabilité et en les liant à la section « Notes et références ».
MobaHo! est un satellite qui diffusa au format ISDB de la vidéo et de l'audio numériques au Japon du 20 octobre 2004 au 31 mars 2009. Il est possédé conjointement par MBCO (une filiale de Toshiba) et par SK Telecom. Les chaines de télévision diffusées pouvait être affichées sur des récepteurs mobiles tels qu'un téléphone mobile, un ordinateur portable ou encore une voiture.
Alors que la compagnie exploitant le satellite espérait atteindre un million de clients en 2008, elle n'a finalement atteint que le nombre de cent mille clients.